# Matra Bagheera
De Matra Bagheera is een automodel van de Franse fabrikant Matra Automobiles, dat van 1973 tot 1980 werd gebouwd. De Bagheera werd in samenwerking met Chrysler Europe (Simca) gebouwd en werd als Matra Simca Bagheera (in het laatste productiejaar Talbot Matra Bagheera) op de markt gebracht.

## Ontwikkeling
In 1970 besloot Matra een opvolger voor de Matra 530 te ontwerpen. Het prototype M550 werd later Bagheera genoemd naar de panter Bagheera uit Rudyard Kiplings Het jungleboek.
De pers was in eerste instantie lovend over de auto. Er werd zelfs gesproken van de poor man's Lamborghini Urraco. Later werd er vanwege de kwaliteitsproblemen veel negatiever over de auto geschreven.

## Type I

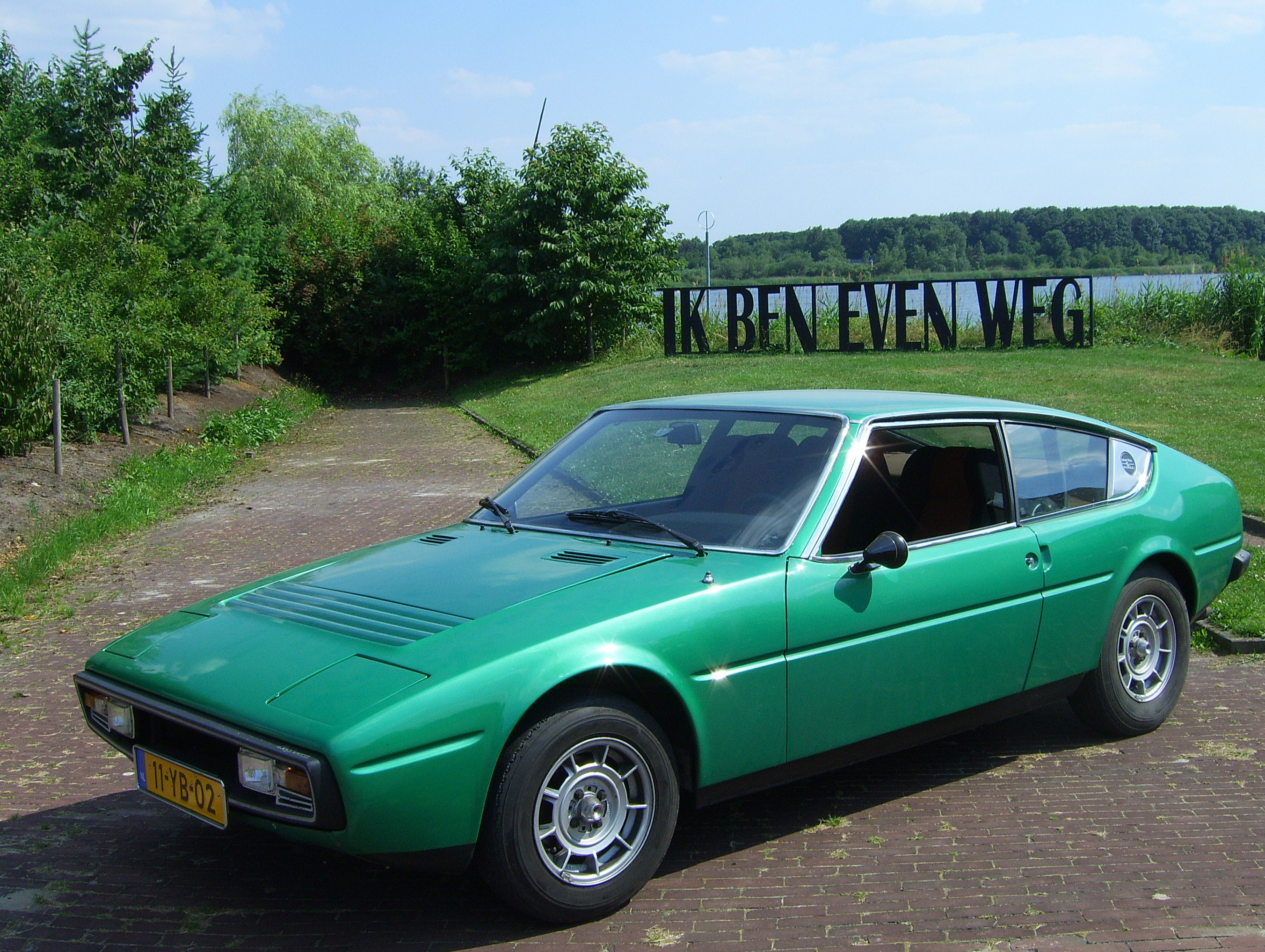
Matra Simca Bagheera type I

Op 14 april 1973 werd de Bagheera voor het eerst aan de pers getoond. De door Philippe Guédon ontworpen auto, op basis van een aantal Simca 1100 TI-onderdelen zoals de motor, voorwielophanging, stuurhuis en reminstallatie, werd lovend door de pers ontvangen. De carrosserie is van polyester, het zelfdragende chassis van staal en de achteras van aluminium. Deze achteras dient tevens als vacuümreservoir voor de bediening van de opklapbare koplampen.
De auto is 3,97 m lang, 1,73 m breed en slechts 1,20 m hoog. Het gewicht van het eerste model bedraagt slechts 885 kg. Het was een revolutionair driezitsconcept, in plaats van een krappe achterbank zoals bij veel sportwagens wordt aangetroffen, werd de Bagheera ontworpen met drie volwaardige zitplaatsen naast elkaar.
De viercilinder-1294 cc-motor levert 84 pk (62 kW) bij 6200 toeren per minuut, was geplaatst onder een hoek van 15 graden en lag iets voor de achteras (middenmotor), hetgeen een uitstekende wegligging met zich meebrengt door de vrijwel perfecte gewichtsverdeling (42% voor en 58% achter). De wigvorm van de auto bracht een lage Cw-waarde met zich mee en wordt extra geaccentueerd door de verschillende bandenmaten voor (155x13) en achter (185x13). De topsnelheid in deze configuratie bedraagt 183 km/h, de acceleratie van 0 tot 100 km/h bedraagt 11,5 seconden.

De auto heeft vier versnellingen, rondom schijfremmen en torsiestaafvering. Achter de middenmotor bevindt zich nog een redelijke bagageruimte, groot genoeg voor twee golftassen. Type I is gemakkelijk te herkennen aan de achter de achterste zijruiten geplaatste verchroomde plaat waarop MATRA SIMCA staat.
In 1976 werd de Bagheera S geïntroduceerd, met een 1442 cc-motor. Met de twee dubbele Weber 36DCNF-carburateurs, levert de motor 90 DIN pk (66 kW) bij 5800 t/min. Dankzij het lage gewicht (930 kg) en de goede stroomlijn (Cw waarde 0,33) haalt de Bagheera S een topsnelheid van 190 km per uur. De accelaratie van 0 tot 100 km/h wordt in 10,5 seconden bereikt. Veel belangrijker bij deze motor is het maximale koppel van 122 Nm, dat al bij 3000 toeren per minuut wordt gehaald, waardoor deze auto 'soepeler' rijdt.
Van type I zijn in totaal 30.248 exemplaren gebouwd.

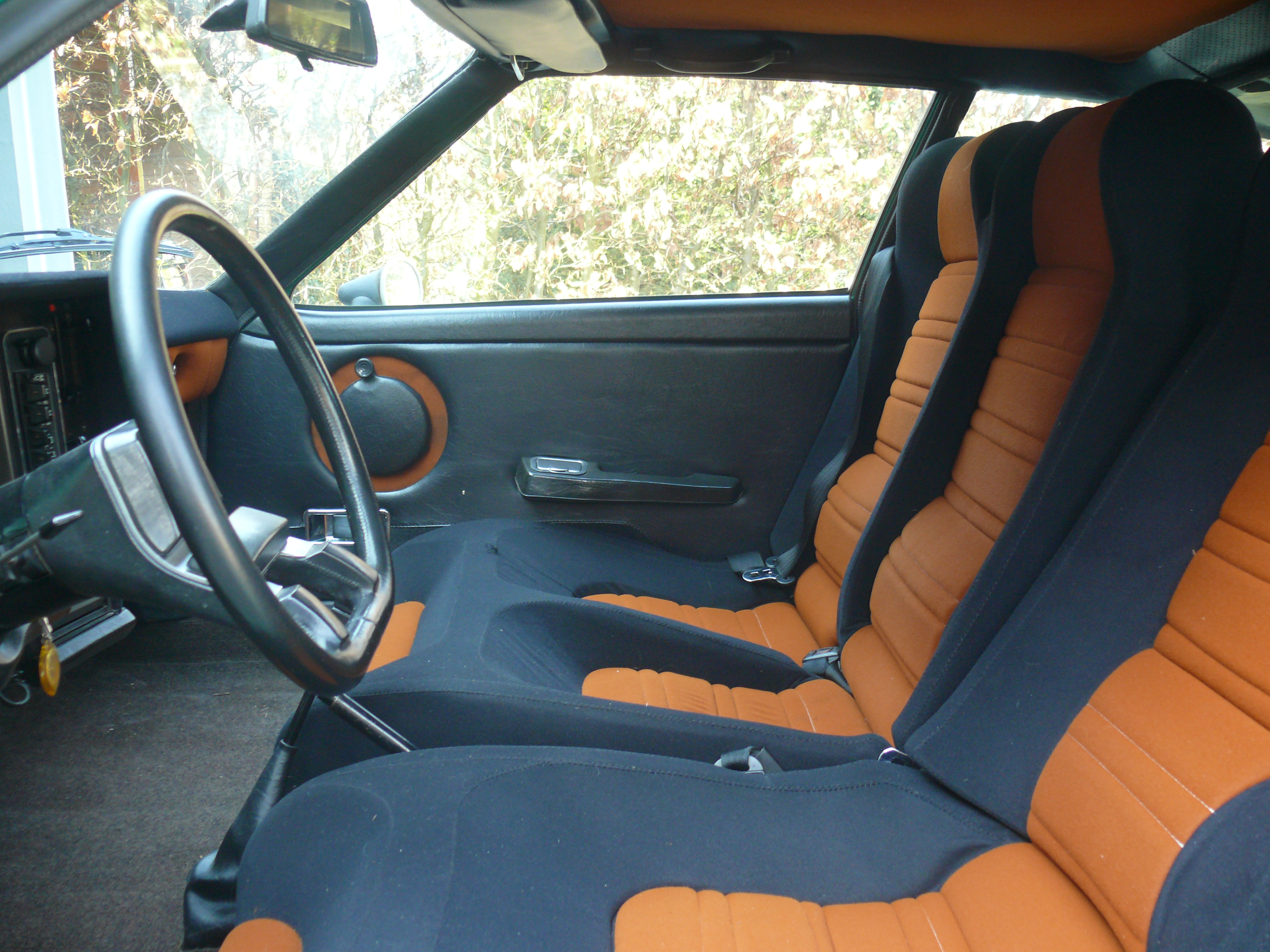
Drie zitplaatsen
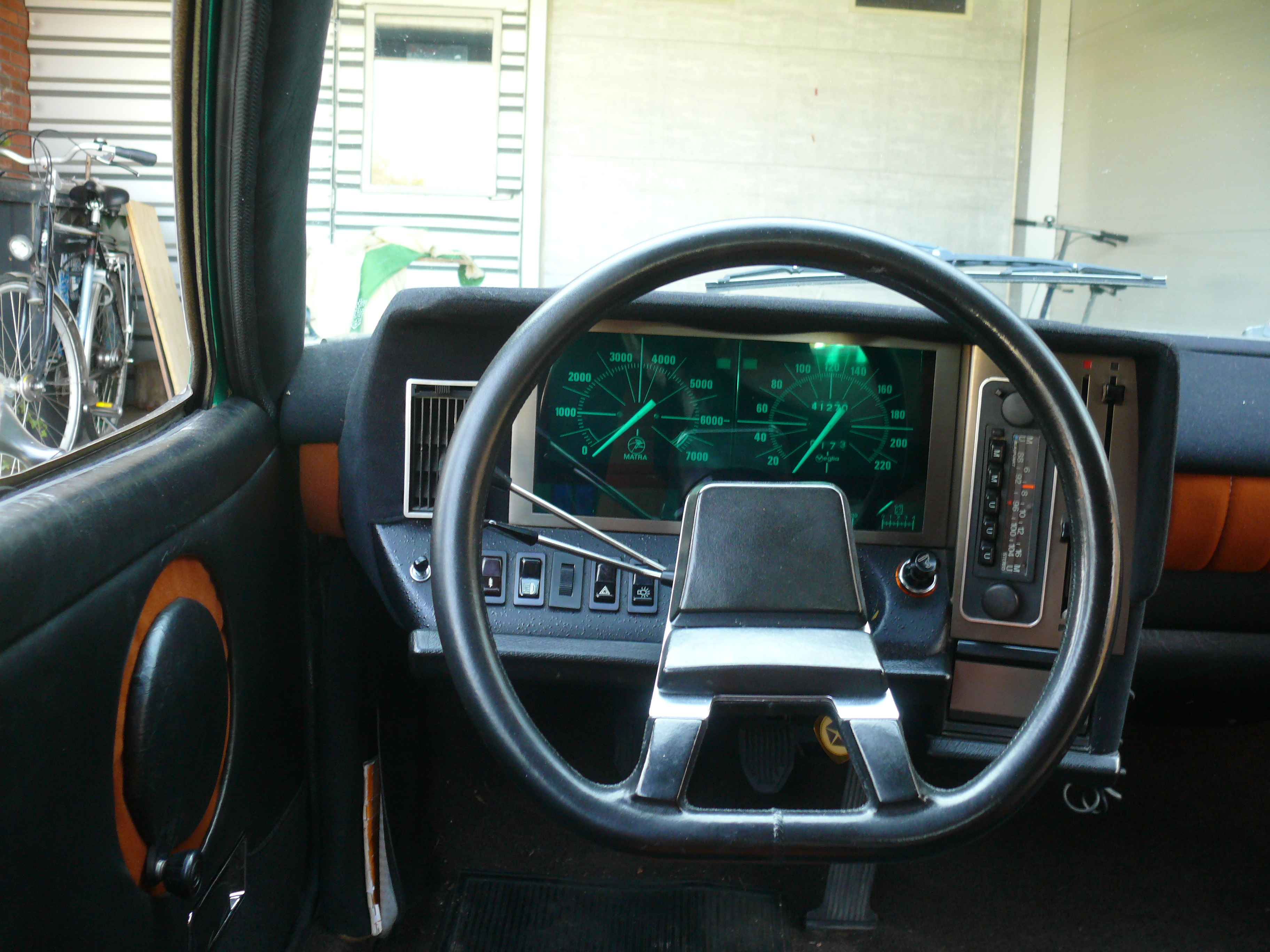
Afgeplat stuur en dashboard
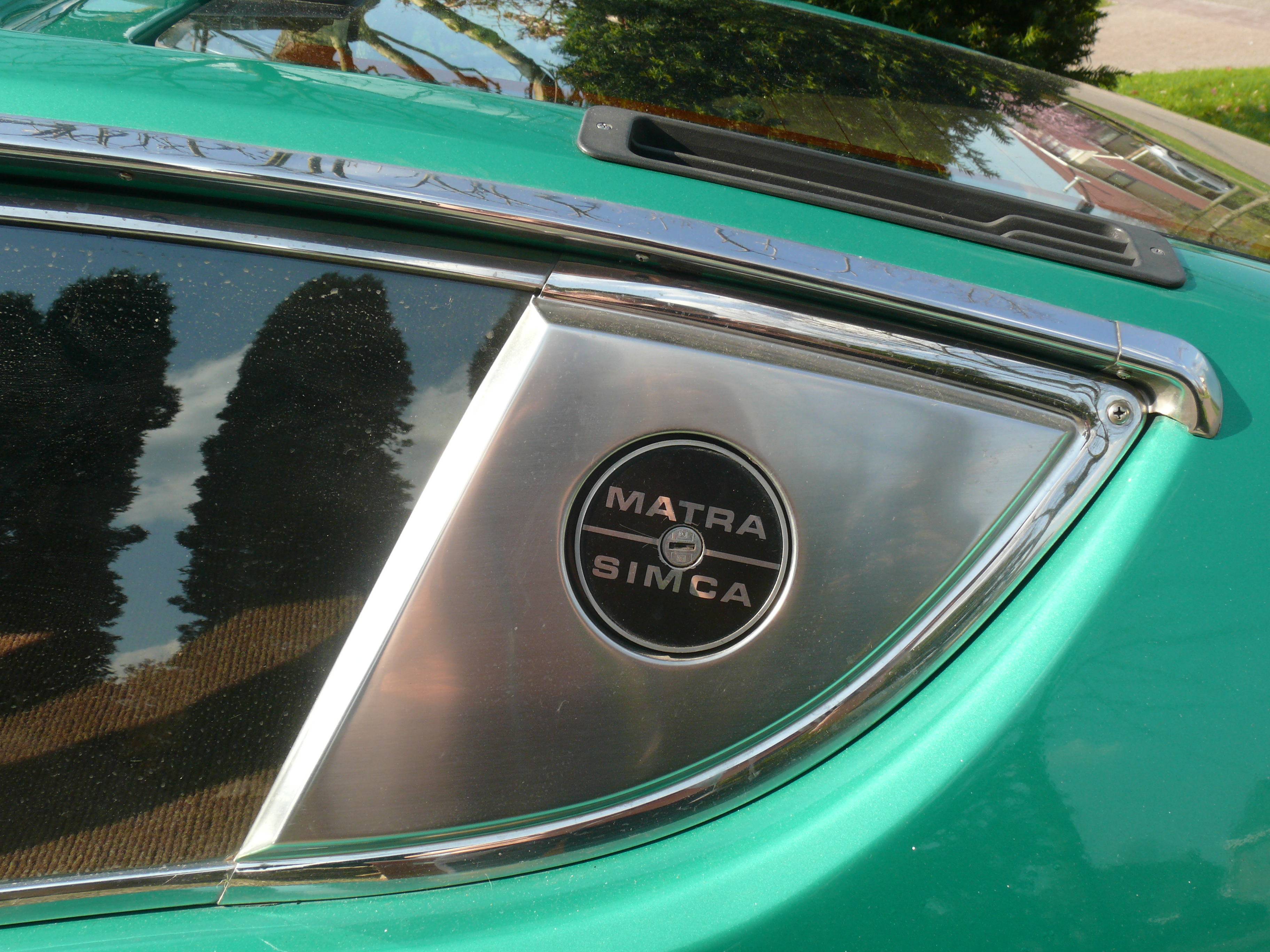
Typeplaat alleen op type I
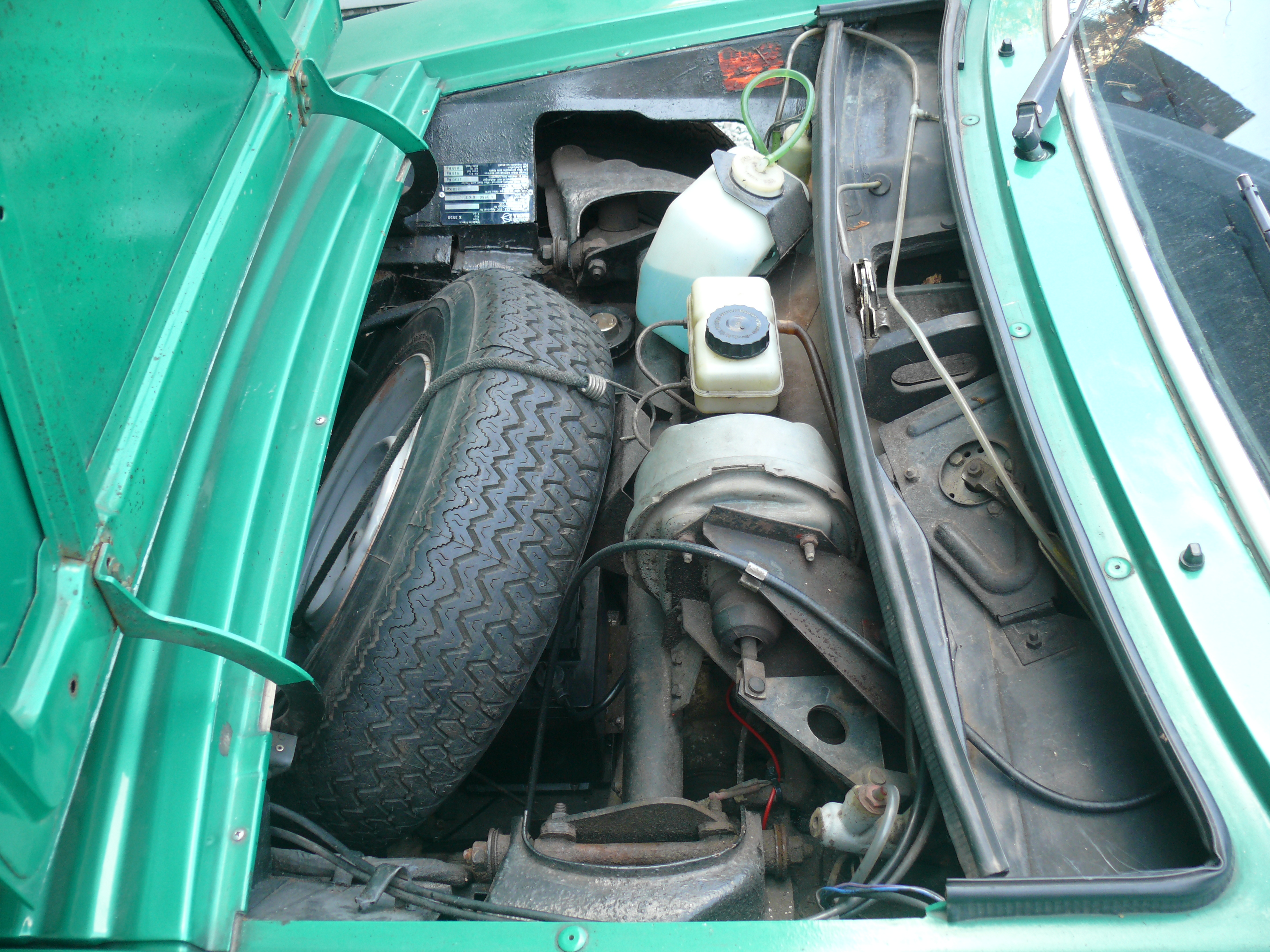
Ruimte voorin met reservewiel en accu
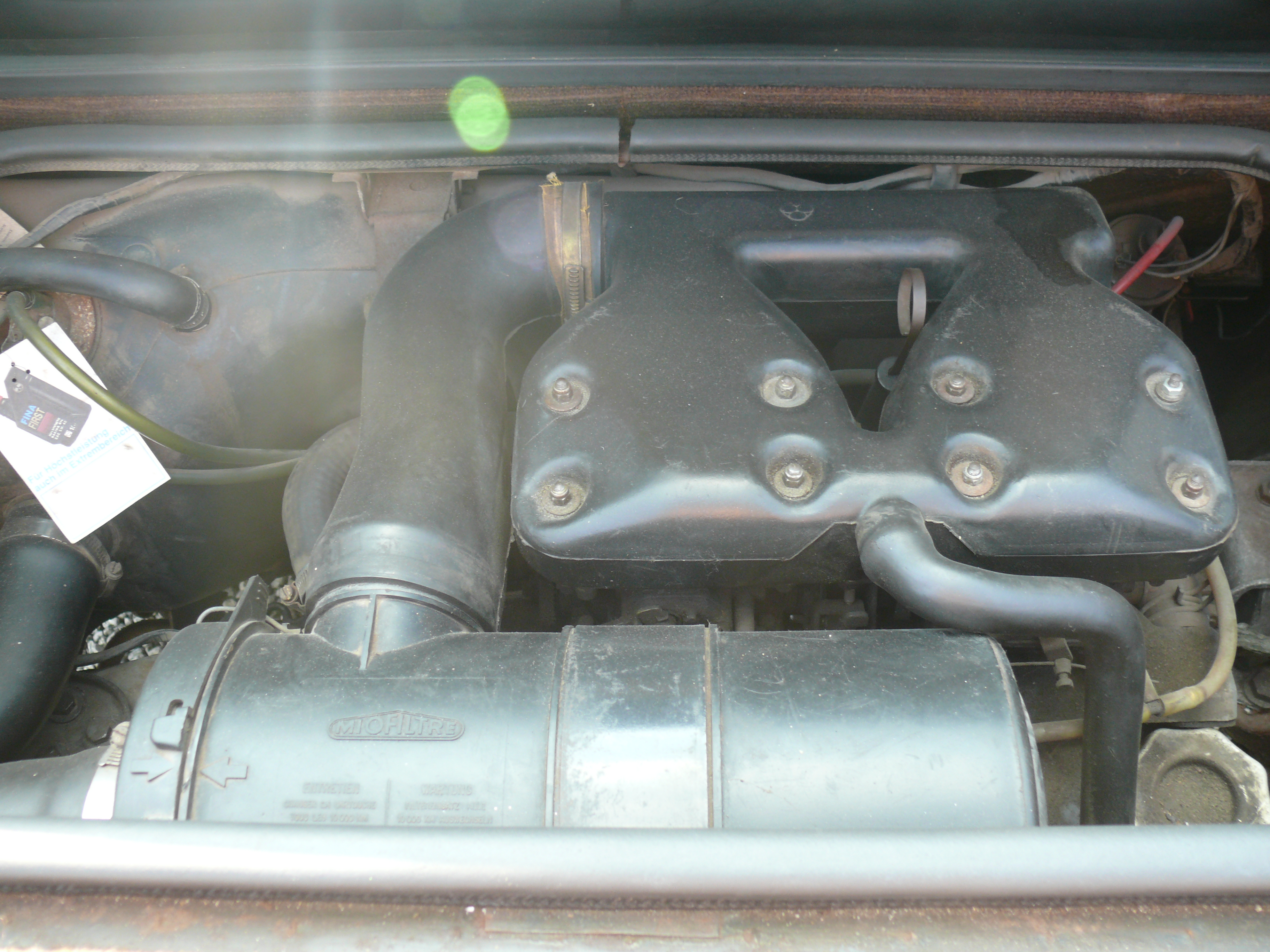
Middenmotor
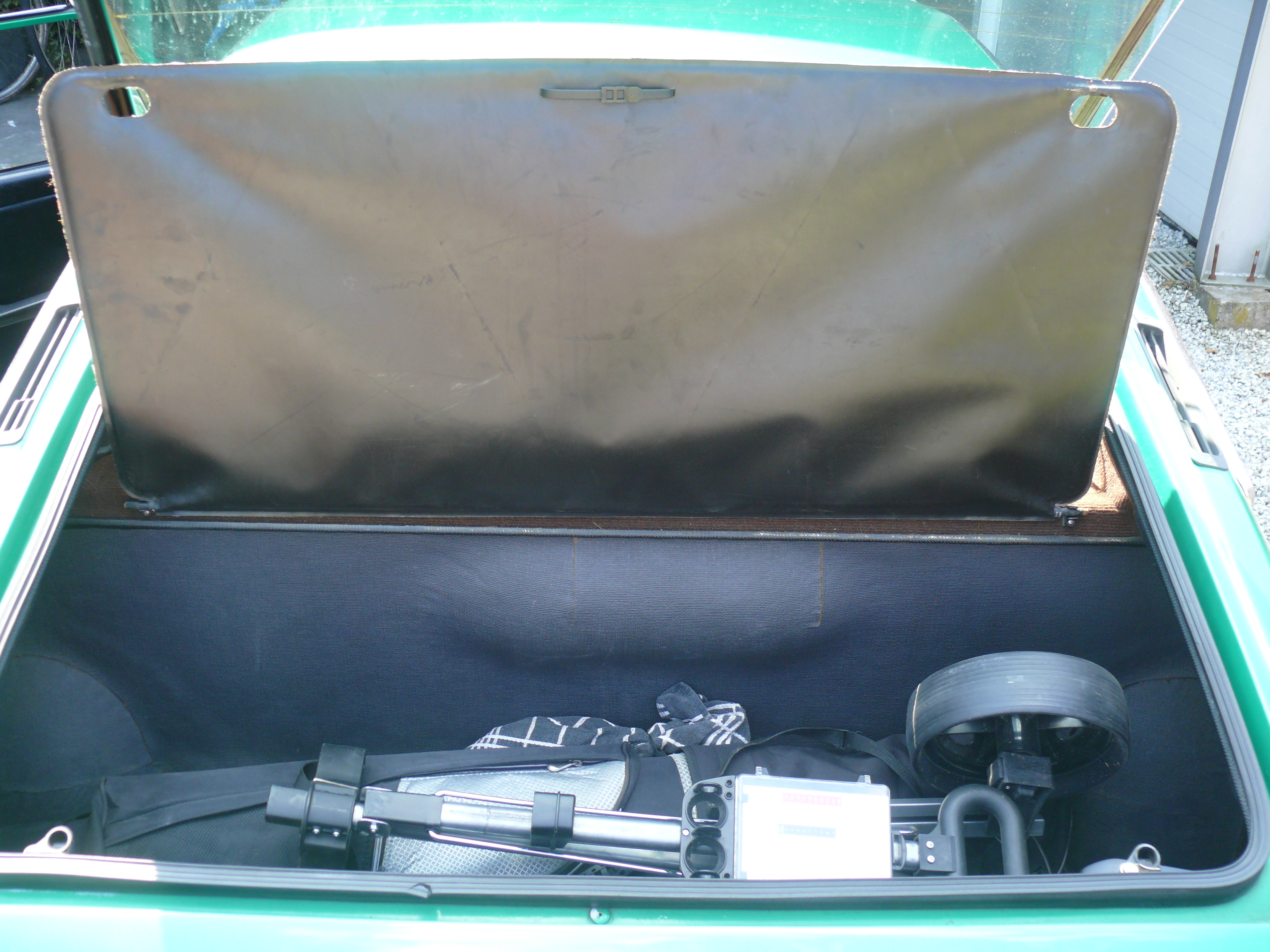
Kofferbak met golfset

## Bagheera U8
In 1973 werd een experimentele versie van de Bagheera type I gebouwd, de M560 met een U8-motor, dit waren twee viercilindermotorblokken tegen elkaar aan, waardoor een 2,6 liter achtcilindermotor met 168 pk ontstond. Echter, door de oliecrisis en financiële problemen van Chrysler is het bij twee prototypes gebleven, waarvan er nog één in een museum staat. Om de U8-motor te kunnen huisvesten is de wielbasis van dit prototype 23 cm langer dan van de viercilinder Bagheera.

## Type II/III

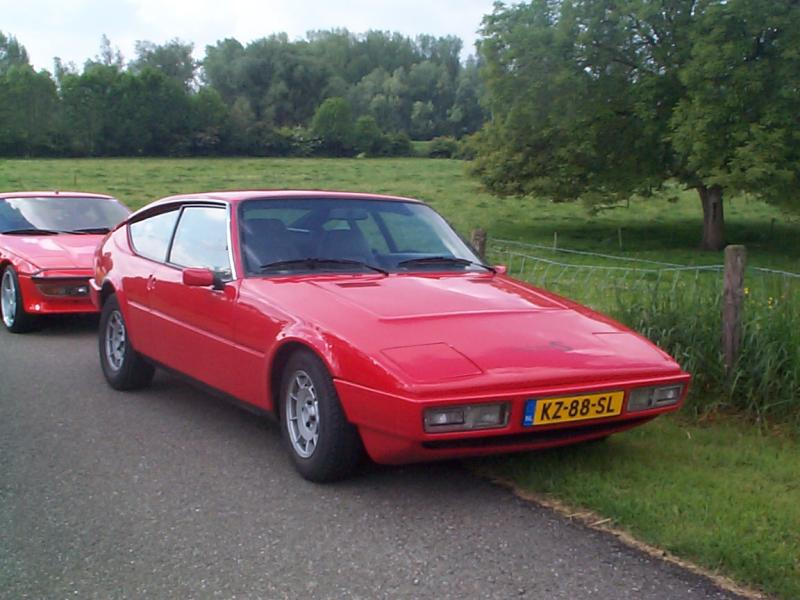
Matra Simca Bagheera type II

De Bagheera onderging in 1976 een facelift (o.a. iets verlengde neus, ander interieur, ander instrumentenpaneel, achterlichten van de Simca 1307 en bumpers). De auto kreeg een minder goede stroomlijn en werd zwaarder (980 kg). Hij was daardoor iets langzamer, hoewel de 1442cc-motor van de Simca 1308GT standaard werd. Om de dode hoek naar achteren te verkleinen, verviel de ronde typeplaat naast de achterste zijruit. De merknaam Matra Simca stond nu tussen de achterlichten, met zwarte letters op een rode achtergrond.
In het laatste modeljaar 1980 werden wederom kleine aanpassingen gedaan. Men spreekt daarom van resp. type I, type II en type III, hoewel de technische verschillen tussen Type II en Type III relatief klein zijn (o.a. gewijzigde deurklinken, een iets gewijzigd dashboard en een andere wijze van montage van de voorruit). Tevens werd bij type III, door de verkoop van Chrysler Europe aan PSA, de merknaam gewijzigd in Talbot-Matra.
Van de type II en III bij elkaar zijn in totaal 17.554 exemplaren gebouwd.

## Speciale uitvoeringen
In 1975 verscheen de Bagheera Courrèges. Deze, door de modeontwerper André Courrèges gestileerde Bagheera, is geheel in wit uitgevoerd (met wit leren bekleding en witte kofferset) en werd gebouwd van 1975 tot 1977. Deze speciale uitvoering is zeer zeldzaam; er zijn slechts 213 Type I's en 445 Type II's van gebouwd.

Dit model werd in 1978 opgevolgd door de Bagheera X, geleverd in vier verschillende metallic kleuren: groen, beige, zilver en diepzwart, met daarop typische jaren 70 striping over de bumpers en zijkanten van de auto, getint glas en achterruitwissers die uitsluitend in zwart werden geleverd.

Ten slotte werd in 1979 de Bagheera Jubilée uitgebracht, die was voorzien van velours bekleding, schuifdak, een achterruitenwisser en elektrisch bedienbare ramen. Al deze modellen hadden de 1442cc-motor met 90 pk, met uitzondering van de Courrèges-uitvoering in modeljaar 1975.

## Kwaliteitsproblemen
De Bagheera werd van begin af geplaagd door problemen. Door de slechte afwerking van de auto kreeg hij in 1974 door de ADAC de Silberne Zitrone (zilveren citroen) toegekend: een "prijs" voor de slechtste auto van het jaar. Ook was het metalen chassis onder de polyester carrosserie nauwelijks tegen roest beschermd, waardoor vooral in landen met een vochtig klimaat menige Bagheera vroegtijdig naar de schroothoop moest worden gebracht. Overigens deed vrijwel geen enkele autofabrikant in de jaren 70 aan roestpreventie.
Ondanks dat er 47.802 Bagheera's werden geproduceerd (30.248 type I, 17.554 type II en III), is er vrijwel geen goed exemplaar meer over door de extreme roestgevoeligheid van het chassis van deze auto. In 1998 stonden er nog maar 162 Bagheera's geregistreerd in Nederland. In 1980 werden de allerlaatste Bagheera's soms voorzien van een verzinkt chassis. Uiteindelijk kocht de Franse, in Matra-onderdelen gespecialiseerde firma Delcourt de resterende verzinkte Bagheera-chassis op. Die konden worden opgebouwd tot complete auto's, die niet meer zo snel roesten.
Opvallend is, dat in Nederlandse kentekenbewijzen als merk Matra wordt vermeld en als type Simca Bagheera (bij type III Talbot Bagheera). De merknaam Matra is, ondanks de verregaande samenwerking met Chrysler-Simca, altijd gebleven.

## Productieaantallen
(Opgegeven in modeljaren; een modeljaar loopt vanaf het voorgaande jaar rond de zomer, behalve modeljaar 1973.)
- Matra-Simca Bagheera I: 1973 - 1975
- Matra-Simca Bagheera II: 1976 - 1979
- Talbot-Matra Bagheera III: 1980

## Technische gegevens

### Matra Bagheera (1979)
| Bagheera:                 | Basis | S en X |
| ------------------------- | --- | --- |
| Zitplaatsen:              | drie naast elkaar geplaatste stoelen | drie naast elkaar geplaatste stoelen |
| Motor:                    | dwars achter de stoelen geplaatste 4-cilinder viertakt lijnmotor                                                                                | dwars achter de stoelen geplaatste 4-cilinder viertakt lijnmotor                                                                                |
| Cilinderinhoud:           | 1442 cm³ | 1442 cm³ |
| Boring × slag:            | 76,7 × 78 mm | 76,7 × 78 mm |
| Vermogen:                 | 62 kW (84 pk) bij 5600 t/min | 66 kW (90 pk) bij 5800 t/min |
| Max. koppel:              | 124 Nm bij 3200 t/min | 123 Nm bij 3200 t/min |
| Compressie:               | 9,5 : 1 | 9,5 : 1 |
| Brandstofsysteem:         | 2 dubbele valstroomcarburateurs Weber 36DCNF | 2 dubbele valstroomcarburateurs Weber 36DCNF |
| Klepbediening:            | Hangende kleppen, door ketting aangedreven onderliggende nokkenas, lichtmetalen cilinderkop                                                     | Hangende kleppen, door ketting aangedreven onderliggende nokkenas, lichtmetalen cilinderkop                                                     |
| Koeling:                  | waterkoeling | waterkoeling |
| Versnellingsbak:          | 4 versnellingen achterwielaandrijving, overbrenging 3,47:1                                                                                      | 4 versnellingen achterwielaandrijving, overbrenging 3,47:1                                                                                      |
| Voorwielophanging:        | onafhankelijke driepunts wielophanging door middel van triangels vering door middel van in de lengte geplaatste torsiestaven, stabilisatiestang | onafhankelijke driepunts wielophanging door middel van triangels vering door middel van in de lengte geplaatste torsiestaven, stabilisatiestang |
| Achterwielophanging:      | onafhankelijke wielophanging, lengtegeleiders, dwarsgeplaatste torsievering, stabilisatiestang                                                  | onafhankelijke wielophanging, lengtegeleiders, dwarsgeplaatste torsievering, stabilisatiestang                                                  |
| Carrosserie:              | kunststofcarrosserie op stalen chassis | kunststofcarrosserie op stalen chassis |
| Spoorbreedte voor/achter: | 1400/1460 mm | 1400/1460 mm |
| Wielbasis:                | 2370 mm | 2370 mm |
| Lengte:                   | 4010 mm | 4010 mm |
| Leeggewicht:              | 980 kg | 1015 kg |
| Topsnelheid:              | 185 km/h | 185 km/h |
| 0–100 km/h:               | | 12,5 s |
| Verbruik (liter/100 km):  | 8,2 | 8,6 |
| Prijs (in Duitsland):     | DM 17.834 (02/79) | DM 19.084 (S, 02/79) DM 21.084 (X, 02/79) |